# Nødebo
Nødebo er en by i Nordsjælland med 2.040 indbyggere  (2024), beliggende i Nødebo Sogn omtrent midtvejs imellem byerne Hillerød og Fredensborg. Nødebo ligger i Hillerød Kommune og tilhører Region Hovedstaden.
Den er beliggende i Gribskov ved sydvestbredden af Esrum Sø. Byens kirke Nødebo Kirke er den ældste i Nordsjælland.
Nødebo har en lille lokal folkeskole (Nødebo Skole - En del af Grønnevang skole) der med sine mere end 150 år nu huser fra 0. til og med 5. klasse. Skolen praktiserer udeskole og kombinerer derved klasseundervisning med praktisk undervisning i natur og bymiljø. Børnene går i udskoling 6-9 klasse i Hillerød. Hertil er der cykelsti og skolebus. https://da-dk.facebook.com/nodeboskole/
Nødebo har er rigt foreningsliv, hvor en del er samlet om det borgerstyrede forsamlingshus Nødebo Kro. På kroen kan man deltage i alt fra kvalitetskoncerter, banko hver tirsdag til diverse spiseklubber mv. Kroen er også omdrejningspunktet for Nødebos store fællesfester, som eksempelvis den traditionsrige Halloweenfest for byens børn. 
Danmarks største gule spejdertrop bor på Bassebjerg i Nødebo - midt i skønne Gribskov.  

Uddannelsesinstitutionen Skovskolen, som er en del af Københavns Universitet, tilbyder professionsbacheloruddannelser i skovbrug og andre uddannelser med relation til parker og naturområder.